# Пахса
Пахса (туркм. pahsa) — бита (пресована) глина, що використовується для будівель у Середній Азії.
Пахса є міцним і довговічним матеріалом, застосовується як для стін, так і для цоколя.
Пахса укладається шарами заввишки близько метра, самі такі шари також іноді називаються «пахса». Щоб уникнути появи безладних тріщин при усиханні, пахса нарізається на блоки в процесі укладання, при цьому нарізка може бути як вертикальною, так і похилою (самі плоскі блоки-цеглини також називаються пахсою). Іноді шари пахси чергуються з рядами цегли-сирцю.

## Історія
Пахса найчастіше застосовувалася у монументальному будівництві у V—VIII століттях. Тоді вона використовується, як правило, для спорудження монолітних платформ — стилобатів, на яких зводяться цитаделі та замки — кешки, у будівництві міських та садибних укріплень, при зведенні зовнішніх і навіть внутрішніх стін. Пахса було використано у вигляді товстих шарів заввишки до 1 метра або окремих блоків з чіткими вертикальними або похилими швами.